# Ермошихинский сельсовет
Ермошихинский сельсовет — муниципальное образование со статусом сельского поселения и административно-территориальное образование в Локтевском районе Алтайского края России. Административный центр — село Ермошиха.

## Демография
По результатам Всероссийской переписи населения 2010 года, численность населения муниципального образования составила 225 человек, в том числе 104 мужчины и 121 женщина. Оценка Росстата на 1 января 2012 года — 210 человек.

## Населённые пункты
В состав сельского поселения входит один населённый пункт — село Ермошиха.